# Al-Zaeem
 (mars 2024).
Al-Zaeem (arabe : الزعيم) est une pièce satire politique composée de neuf scènes. La pièce a été écrite par Farouq Sabri et met en vedette Adel Emam, Ahmed Rateb, Youssef Dawoud et Ragaa Al Geddawy. La pièce a été jouée pour la première fois en 1993,. La pièce parle de Zeinhom, un homme simple qui ne pouvait pas persévérer dans une quelconque affaire pendant longtemps car il ressemble au président de son pays (Al-Zaeem)." Malheureusement, Al-Zaeem est un dictateur impopulaire. Zeinhom obtient un emploi, celui de devenir acteur et de jouer un rôle secondaire en tant que voleur dans un film financé par des étrangers qui est en train d'être tourné localement, ce qui l'entraîne vers des conséquences sérieuses.
La pièce se moque fortement des dirigeants postmodernes dans les pays arabes (après la Seconde Guerre mondiale). La pièce de théâtre a été interdite dans plusieurs pays arabes tels que la Tunisie et la Libye. There were reportedly attempts by former Libyan President Muammar Gaddafi to assassinate Adel Imam, as Adel Imam sarcastically imitated Gaddafi in the first scene of the play.